# Jukamenskoe
Jukamenskoe (in russo Юкаменское?; in lingua udmurta: Юкаменск) è un villaggio che si trova nella Repubblica Autonoma dell'Udmurtia, in Russia. È il centro amministrativo del distretto Jukamenskij.
L'insediamento è situato 177 km a nord di Iževsk, alla confluenza del fiume Jukamenka nella Lekma.